# Institutul de Arbitraj al Camerei de Comerț din Stockholm
Institutul de Arbitraj al Camerei de Comerț din Stockholm este o instituție de arbitraj internațional afiliată Camerei de Comerț din Stockholm din Suedia.

## Legături externe
Site-ul Institutului de Arbitraj al Camerei de Comerț din Stockholm: 
- English -